# Lista siturilor arheologice din județul Ilfov - C
Lista siturilor arheologice din județul Ilfov - C conține toate siturile arheologice din județul Ilfov înscrise în Repertoriul Arheologic Național (RAN) și aflate în localități al căror nume începe cu litera C. RAN este administrat de Ministerul Culturii și Patrimoniului Național și cuprinde date științifice, cartografice, topografice, imagini și planuri, precum și orice alte informații privitoare la zonele cu potențial arheologic, studiate sau nu, încă existente sau dispărute.
Puteți căuta un sit din localitățile care încep cu litera C folosind formularul de mai jos sau puteți naviga prin toate siturile din județ la Lista siturilor arheologice din județul Ilfov.
| Cod RAN                                   | Denumire | Localitate                                 | Adresă                          | Datare                                      | Descoperit | Coordonate                                    | Imagine           | Erori            |
| ----------------------------------------- | --- | ------------------------------------------ | ------------------------------- | ------------------------------------------- | ---------- | --------------------------------------------- | ----------------- | ---------------- |
| 101779.01.01                              | Așezarea din epoca bronzului de la Căldăraru - "Colțul Pădurii Căldăraru" / ansamblu anonim (Categorie: locuire civilă) (Tip: Așezare)      | sat Căldăraru, comuna Cernica              | Colțul Pădurii Căldăraru        |                                             |            |                                               | Încărcați imagine | Raportați eroare |
| 101779.02.02 (Cod LMI: IF-I-m-B-15161.09) | Situl arheologic de la Căldăraru - "Mănăstirea Iezărul" / ansamblu anonim (Categorie: locuire) (Tip: Necropolă)                             | sat Căldăraru, comuna Cernica              | Mănăstirea Iezărul              | Boian - Bolintineanu                        |            |                                               | Încărcați imagine | Raportați eroare |
| 101779.02.01 (Cod LMI: IF-I-m-B-15161.10) | Situl arheologic de la Căldăraru - "Mănăstirea Iezărul" / ansamblu anonim (Categorie: locuire) (Tip: Așezare)                               | sat Căldăraru, comuna Cernica              | Mănăstirea Iezărul              | Dudești - Cernica                           |            |                                               | Încărcați imagine | Raportați eroare |
| 101779.02.03 (Cod LMI: IF-I-m-B-15161.07) | Situl arheologic de la Căldăraru - "Mănăstirea Iezărul" / ansamblu anonim (Categorie: locuire) (Tip: Așezare)                               | sat Căldăraru, comuna Cernica              | Mănăstirea Iezărul              | Glina și Tei - III                          |            |                                               | Încărcați imagine | Raportați eroare |
| 101779.02.04 (Cod LMI: IF-I-m-B-15161.05) | Situl arheologic de la Căldăraru - "Mănăstirea Iezărul" / ansamblu anonim (Categorie: locuire) (Tip: Așezare)                               | sat Căldăraru, comuna Cernica              | Mănăstirea Iezărul              | geto-dacică sec.II-III                      |            |                                               | Încărcați imagine | Raportați eroare |
| 101779.02.05 (Cod LMI: IF-I-m-B-15161.04) | Situl arheologic de la Căldăraru - "Mănăstirea Iezărul" / ansamblu anonim (Categorie: locuire) (Tip: Așezare)                               | sat Căldăraru, comuna Cernica              | Mănăstirea Iezărul              | sec. V - VI                                 |            |                                               | Încărcați imagine | Raportați eroare |
| 101779.02.06 (Cod LMI: IF-I-m-B-15161.02) | Situl arheologic de la Căldăraru - "Mănăstirea Iezărul" / ansamblu anonim (Categorie: locuire) (Tip: Așezare)                               | sat Căldăraru, comuna Cernica              | Mănăstirea Iezărul              | sec. XVI-XVIII                              |            |                                               | Încărcați imagine | Raportați eroare |
| 101779.02.07 (Cod LMI: IF-I-m-B-15161.03) | Situl arheologic de la Căldăraru - "Mănăstirea Iezărul" / ansamblu anonim (Categorie: locuire) (Tip: Necropolă)                             | sat Căldăraru, comuna Cernica              | Mănăstirea Iezărul              | sec.XVI-XVIII                               |            |                                               | Încărcați imagine | Raportați eroare |
| 101779.02.08 (Cod LMI: IF-I-s-A-15161)    | Situl arheologic de la Căldăraru - "Mănăstirea Iezărul" / ansamblu Vestigiile Mănăstirii Iezărul (Categorie: locuire) (Tip: Mănăstire)      | sat Căldăraru, comuna Cernica              | Mănăstirea Iezărul              | sec. XVI - XVIII                            |            |                                               | Încărcați imagine | Raportați eroare |
| 101779.02.09 (Cod LMI: IF-I-m-B-15161.06) | Situl arheologic de la Căldăraru - "Mănăstirea Iezărul" / ansamblu anonim (Categorie: locuire) (Tip: Așezare)                               | sat Căldăraru, comuna Cernica              | Mănăstirea Iezărul              | getică sec. IV-III a Ch                     |            |                                               | Încărcați imagine | Raportați eroare |
| 101779.02.10 (Cod LMI: IF-I-m-B-15161.10) | Situl arheologic de la Căldăraru - "Mănăstirea Iezărul" / ansamblu anonim (Categorie: locuire) (Tip: Așezare)                               | sat Căldăraru, comuna Cernica              | Mănăstirea Iezărul              | Boian - Giulești                            |            |                                               | Încărcați imagine | Raportați eroare |
| 101779.03.01                              | Așezarea Latene de la Căldăraru - "Gara Cățelu" / ansamblu anonim (Categorie: locuire civilă) (Tip: Așezare)                                | sat Căldăraru, comuna Cernica              | Gara Cățelu                     | geto-dacică                                 |            |                                               | Încărcați imagine | Raportați eroare |
| 101779.04.01                              | Așezarea postromană de la Căldăraru / ansamblu anonim (Categorie: locuire civilă) (Tip: Așezare)                                            | sat Căldăraru, comuna Cernica              |                                 |                                             |            |                                               | Încărcați imagine | Raportați eroare |
| 179258.01.01 (Cod LMI: IF-I-m-B-15166.05) | Situl arheologic de la Chiajna / ansamblu anonim (Categorie: locuire civilă) (Tip: Așezare)                                                 | sat Chiajna, comuna Chiajna                |                                 |                                             |            |                                               | Încărcați imagine | Raportați eroare |
| 179258.01.02 (Cod LMI: IF-I-m-B-15166.04) | Situl arheologic de la Chiajna / ansamblu anonim (Categorie: locuire civilă) (Tip: Așezare)                                                 | sat Chiajna, comuna Chiajna                |                                 | Tei                                         |            |                                               | Încărcați imagine | Raportați eroare |
| 179258.01.03 (Cod LMI: IF-I-m-B-15166.03) | Situl arheologic de la Chiajna / ansamblu anonim (Categorie: locuire civilă) (Tip: Așezare)                                                 | sat Chiajna, comuna Chiajna                |                                 | geto-dacică                                 |            |                                               | Încărcați imagine | Raportați eroare |
| 179258.01.04 (Cod LMI: IF-I-m-B-15166.02) | Situl arheologic de la Chiajna / ansamblu anonim (Categorie: locuire civilă) (Tip: Așezare)                                                 | sat Chiajna, comuna Chiajna                |                                 | sec. VI                                     |            |                                               | Încărcați imagine | Raportați eroare |
| 179258.01.05 (Cod LMI: IF-I-m-B-15166.01) | Situl arheologic de la Chiajna / ansamblu anonim (Categorie: locuire civilă) (Tip: Așezare)                                                 | sat Chiajna, comuna Chiajna                |                                 | sec. XVI - XVII                             |            |                                               | Încărcați imagine | Raportați eroare |
| 179294.01.01 (Cod LMI: IF-I-s-B-15167)    | Situl arheologic de la Chitila - "La fermă" / ansamblu anonim (Categorie: locuire civilă) (Tip: Așezare)                                    | oraș Chitila                               | La fermă                        | Boian                                       |            | 44°N 25°E / 44°N 25°E                         | Încărcați imagine | Raportați eroare |
| 179294.01.02 (Cod LMI: IF-I-s-B-15167)    | Situl arheologic de la Chitila - "La fermă" / ansamblu anonim (Categorie: locuire civilă) (Tip: Necropolă)                                  | oraș Chitila                               | La fermă                        | Gumelnița                                   |            | 44°N 25°E / 44°N 25°E                         | Încărcați imagine | Raportați eroare |
| 179294.01.03 (Cod LMI: IF-I-s-B-15167)    | Situl arheologic de la Chitila - "La fermă" / ansamblu anonim (Categorie: locuire civilă) (Tip: Așezare)                                    | oraș Chitila                               | La fermă                        | Tei - III-IV                                |            | 44°N 25°E / 44°N 25°E                         | Încărcați imagine | Raportați eroare |
| 179294.01.04 (Cod LMI: IF-I-s-B-15167)    | Situl arheologic de la Chitila - "La fermă" / ansamblu anonim (Categorie: locuire civilă) (Tip: Așezare)                                    | oraș Chitila                               | La fermă                        |                                             |            | 44°N 25°E / 44°N 25°E                         | Încărcați imagine | Raportați eroare |
| 179294.01.05 (Cod LMI: IF-I-s-B-15167)    | Situl arheologic de la Chitila - "La fermă" / ansamblu anonim (Categorie: locuire civilă) (Tip: Așezare)                                    | oraș Chitila                               | La fermă                        | geto-dacică                                 |            | 44°N 25°E / 44°N 25°E                         | Încărcați imagine | Raportați eroare |
| 179294.01.06 (Cod LMI: IF-I-s-B-15167)    | Situl arheologic de la Chitila - "La fermă" / ansamblu anonim (Categorie: locuire civilă) (Tip: Așezare)                                    | oraș Chitila                               | La fermă                        | sec. II - IV                                |            | 44°N 25°E / 44°N 25°E                         | Încărcați imagine | Raportați eroare |
| 179294.01.07 (Cod LMI: IF-I-s-B-15167)    | Situl arheologic de la Chitila - "La fermă" / ansamblu anonim (Categorie: locuire civilă) (Tip: Așezare)                                    | oraș Chitila                               | La fermă                        | sec. V - VI                                 |            | 44°N 25°E / 44°N 25°E                         | Încărcați imagine | Raportați eroare |
| 179294.02.01                              | Așezarea de epoca bronzului de la Chitila - "Livadă" / ansamblu anonim (Categorie: locuire civilă) (Tip: Așezare)                           | oraș Chitila                               | Livadă                          |                                             |            |                                               | Încărcați imagine | Raportați eroare |
| 179294.03.01                              | Așezarea preistorică de la Chitila - "Administrație fermă" / ansamblu anonim (Categorie: locuire civilă) (Tip: Așezare)                     | oraș Chitila                               | Administrație fermă             |                                             |            |                                               | Încărcați imagine | Raportați eroare |
| 179294.03.02                              | Așezarea preistorică de la Chitila - "Administrație fermă" / ansamblu anonim (Categorie: locuire civilă) (Tip: Așezare)                     | oraș Chitila                               | Administrație fermă             | geto-dacică                                 |            |                                               | Încărcați imagine | Raportați eroare |
| 179294.04.01                              | Situl de la Chitila - "Cărămidărie" / ansamblu anonim (Categorie: locuire civilă) (Tip: Așezare)                                            | oraș Chitila                               | Cărămidărie                     | Tei - I, II, IV                             |            |                                               | Încărcați imagine | Raportați eroare |
| 179294.04.02                              | Situl de la Chitila - "Cărămidărie" / ansamblu anonim (Categorie: locuire civilă) (Tip: Locuire)                                            | oraș Chitila                               | Cărămidărie                     | sec. VI - VII                               |            |                                               | Încărcați imagine | Raportați eroare |
| 179294.04.03                              | Situl de la Chitila - "Cărămidărie" / ansamblu anonim (Categorie: locuire civilă) (Tip: Locuire)                                            | oraș Chitila                               | Cărămidărie                     | sec. III -I a. Chr.                         |            |                                               | Încărcați imagine | Raportați eroare |
| 179294.04.04                              | Situl de la Chitila - "Cărămidărie" / ansamblu anonim (Categorie: locuire civilă) (Tip: Locuire)                                            | oraș Chitila                               | Cărămidărie                     | sec. XVI - XVIII                            |            |                                               | Încărcați imagine | Raportați eroare |
| 179294.04.05                              | Situl de la Chitila - "Cărămidărie" / ansamblu anonim (Categorie: locuire civilă) (Tip: Locuire)                                            | oraș Chitila                               | Cărămidărie                     | sec. II - III                               |            |                                               | Încărcați imagine | Raportați eroare |
| 101911.03.01 (Cod LMI: IF-I-s-B-15169)    | Așezarea de la Ciolpani - "Mănăstirea Țigănești" / ansamblu anonim (Categorie: locuire civilă) (Tip: Așezare)                               | sat Ciolpani, comuna Ciolpani              | Mănăstirea Țigănești            | sec. III - IV p. Chr.                       |            |                                               | Încărcați imagine | Raportați eroare |
| 101911.02.01 (Cod LMI: IF-I-s-B-15170)    | Situl arheologic de la Ciolpani - "La comoară" / ansamblu anonim (Categorie: locuire civilă) (Tip: Așezare)                                 | sat Ciolpani, comuna Ciolpani              | La comoară                      | sec. II - III p. Chr.                       |            |                                               | Încărcați imagine | Raportați eroare |
| 101911.02.02 (Cod LMI: IF-I-s-B-15170)    | Situl arheologic de la Ciolpani - "La comoară" / ansamblu anonim (Categorie: locuire civilă) (Tip: Așezare)                                 | sat Ciolpani, comuna Ciolpani              | La comoară                      | sec. IV-V                                   |            |                                               | Încărcați imagine | Raportați eroare |
| 101911.01.01 (Cod LMI: IF-I-m-B-15171.02) | Așezarea postromană de la Ciolpani - "Sere" / ansamblu anonim (Categorie: locuire civilă) (Tip: Așezare)                                    | sat Ciolpani, comuna Ciolpani              | Sere                            | sec. IV p. Chr.                             |            |                                               | Încărcați imagine | Raportați eroare |
| 101911.01.02 (Cod LMI: IF-I-m-B-15171.01) | Așezarea postromană de la Ciolpani - "Sere" / ansamblu anonim (Categorie: locuire civilă) (Tip: Așezare)                                    | sat Ciolpani, comuna Ciolpani              | Sere                            | sec.VI                                      |            |                                               | Încărcați imagine | Raportați eroare |
| 101966.01.01 (Cod LMI: IF-I-s-B-15173)    | Așezarea neolitică de la Ciorogârla - "La Plopi" / ansamblu Două tell-uri (Categorie: locuire civilă) (Tip: Tell)                           | sat Ciorogârla, comuna Ciorogârla          | La Plopi                        |                                             |            |                                               | Încărcați imagine | Raportați eroare |
| 101966.02.01 (Cod LMI: IF-I-m-B-15174.03) | Situl arheologic de la Ciorogârla - "Liceul Agro-industrial" / ansamblu anonim (Categorie: locuire civilă) (Tip: Așezare)                   | sat Ciorogârla, comuna Ciorogârla          | Liceul Agro-industrial          |                                             |            |                                               | Încărcați imagine | Raportați eroare |
| 101966.02.02 (Cod LMI: IF-I-m-B-15174.02) | Situl arheologic de la Ciorogârla - "Liceul Agro-industrial" / ansamblu anonim (Categorie: locuire civilă) (Tip: Așezare)                   | sat Ciorogârla, comuna Ciorogârla          | Liceul Agro-industrial          | Glina - III                                 |            |                                               | Încărcați imagine | Raportați eroare |
| 101966.02.03 (Cod LMI: IF-I-s-B-15174)    | Situl arheologic de la Ciorogârla - "Liceul Agro-industrial" / ansamblu anonim (Categorie: locuire civilă) (Tip: Așezare)                   | sat Ciorogârla, comuna Ciorogârla          | Liceul Agro-industrial          | sec.III-IV                                  |            |                                               | Încărcați imagine | Raportați eroare |
| 101966.03.01 (Cod LMI: IF-I-m-B-15175.04) | Situl arheologic de la Ciorogârla - "Valea Mirii" / ansamblu anonim (Categorie: locuire civilă) (Tip: Așezare)                              | sat Ciorogârla, comuna Ciorogârla          | Valea Mirii                     | Glina - III                                 |            |                                               | Încărcați imagine | Raportați eroare |
| 101966.03.02 (Cod LMI: IF-I-m-B-15175.02) | Situl arheologic de la Ciorogârla - "Valea Mirii" / ansamblu anonim (Categorie: locuire civilă) (Tip: Așezare)                              | sat Ciorogârla, comuna Ciorogârla          | Valea Mirii                     | geto-dacică sec. I p. Chr.                  |            |                                               | Încărcați imagine | Raportați eroare |
| 101966.03.03 (Cod LMI: IF-I-m-B-15175.02) | Situl arheologic de la Ciorogârla - "Valea Mirii" / ansamblu anonim (Categorie: locuire civilă) (Tip: Așezare)                              | sat Ciorogârla, comuna Ciorogârla          | Valea Mirii                     | sec.II-IV                                   |            |                                               | Încărcați imagine | Raportați eroare |
| 101966.03.04 (Cod LMI: IF-I-m-B-15175.01) | Situl arheologic de la Ciorogârla - "Valea Mirii" / ansamblu anonim (Categorie: locuire civilă) (Tip: Așezare)                              | sat Ciorogârla, comuna Ciorogârla          | Valea Mirii                     | sec.IX-XI                                   |            |                                               | Încărcați imagine | Raportați eroare |
| 101966.04.01 (Cod LMI: IF-I-m-B-15176.02) | Situl arheologic de la Ciorogârla - "Poteca Ciurari - Slobozia" / ansamblu anonim (Categorie: locuire civilă) (Tip: Așezare)                | sat Ciorogârla, comuna Ciorogârla          | Poteca Ciurari - Slobozia       | sec. III - IV p. Chr.                       |            |                                               | Încărcați imagine | Raportați eroare |
| 101966.04.02 (Cod LMI: IF-I-m-B-15176.01) | Situl arheologic de la Ciorogârla - "Poteca Ciurari - Slobozia" / ansamblu anonim (Categorie: locuire civilă) (Tip: Așezare)                | sat Ciorogârla, comuna Ciorogârla          | Poteca Ciurari - Slobozia       | sec. XV - XVI                               |            |                                               | Încărcați imagine | Raportați eroare |
| 102044.01.01 (Cod LMI: IF-I-m-B-15177.03) | Situl arheologic de la Clinceni - "Biserica lui Ramadan Paleologul" / ansamblu anonim (Categorie: locuire civilă) (Tip: Așezare)            | sat Clinceni, comuna Clinceni              | Biserica lui Ramadan Paleologul | sec. III - IV p. Chr.                       |            |                                               | Încărcați imagine | Raportați eroare |
| 102044.01.02 (Cod LMI: IF-I-m-B-15177.02) | Situl arheologic de la Clinceni - "Biserica lui Ramadan Paleologul" / ansamblu anonim (Categorie: locuire civilă) (Tip: Așezare)            | sat Clinceni, comuna Clinceni              | Biserica lui Ramadan Paleologul | sec. IX - XI                                |            |                                               | Încărcați imagine | Raportați eroare |
| 102044.01.03 (Cod LMI: IF-I-m-B-15177.01) | Situl arheologic de la Clinceni - "Biserica lui Ramadan Paleologul" / ansamblu anonim (Categorie: locuire civilă) (Tip: Așezare)            | sat Clinceni, comuna Clinceni              | Biserica lui Ramadan Paleologul | sec. XVI-XVIII                              |            |                                               | Încărcați imagine | Raportați eroare |
| 102044.02.01                              | Situl arheologic de la Clinceni / ansamblu anonim (Categorie: locuire civilă) (Tip: Așezare)                                                | sat Clinceni, comuna Clinceni              |                                 |                                             |            |                                               | Încărcați imagine | Raportați eroare |
| 102044.02.02                              | Situl arheologic de la Clinceni / ansamblu anonim (Categorie: locuire civilă) (Tip: Așezare)                                                | sat Clinceni, comuna Clinceni              |                                 |                                             |            |                                               | Încărcați imagine | Raportați eroare |
| 102044.02.03                              | Situl arheologic de la Clinceni / ansamblu anonim (Categorie: locuire civilă) (Tip: Așezare)                                                | sat Clinceni, comuna Clinceni              |                                 | geto-dacică                                 |            |                                               | Încărcați imagine | Raportați eroare |
| 102044.02.04                              | Situl arheologic de la Clinceni / ansamblu anonim (Categorie: locuire civilă) (Tip: Așezare)                                                | sat Clinceni, comuna Clinceni              |                                 |                                             |            |                                               | Încărcați imagine | Raportați eroare |
| 102179.02.01 (Cod LMI: IF-I-s-B-15179)    | Așezarea postromană de la Corbeanca / ansamblu anonim (Categorie: locuire civilă) (Tip: Așezare)                                            | sat Corbeanca, comuna Corbeanca            | Blocurile de specialiști        | sec. III - IV p. Chr.                       |            |                                               | Încărcați imagine | Raportați eroare |
| 102179.01.01 (Cod LMI: IF-I-m-B-15180.05) | Situl arheologic de la Corbeanca (Mecheaua) - "Stația de pompare" / ansamblu anonim (Categorie: locuire civilă) (Tip: Așezare)              | sat Corbeanca, comuna Corbeanca            | Stația de pompare               |                                             |            |                                               | Încărcați imagine | Raportați eroare |
| 102179.01.02 (Cod LMI: IF-I-m-B-15180.04) | Situl arheologic de la Corbeanca (Mecheaua) - "Stația de pompare" / ansamblu anonim (Categorie: locuire civilă) (Tip: Așezare)              | sat Corbeanca, comuna Corbeanca            | Stația de pompare               | geto-dacică sec. II - I a. Chr.             |            |                                               | Încărcați imagine | Raportați eroare |
| 102179.01.03 (Cod LMI: IF-I-m-B-15180.03) | Situl arheologic de la Corbeanca (Mecheaua) - "Stația de pompare" / ansamblu anonim (Categorie: locuire civilă) (Tip: Așezare)              | sat Corbeanca, comuna Corbeanca            | Stația de pompare               | sec. V - VI p. Chr.                         |            |                                               | Încărcați imagine | Raportați eroare |
| 102179.01.04 (Cod LMI: IF-I-m-B-15180.02) | Situl arheologic de la Corbeanca (Mecheaua) - "Stația de pompare" / ansamblu anonim (Categorie: locuire civilă) (Tip: Așezare)              | sat Corbeanca, comuna Corbeanca            | Stația de pompare               | sec. X p. Chr.                              |            |                                               | Încărcați imagine | Raportați eroare |
| 102179.01.05 (Cod LMI: IF-I-m-B-15180.01) | Situl arheologic de la Corbeanca (Mecheaua) - "Stația de pompare" / ansamblu anonim (Categorie: locuire civilă) (Tip: Așezare)              | sat Corbeanca, comuna Corbeanca            | Stația de pompare               | sec.XVIII                                   |            |                                               | Încărcați imagine | Raportați eroare |
| 102222.04.01 (Cod LMI: IF-I-s-B-15182)    | Așezarea medievală de la Cornetu - "La bisericuță" / ansamblu Fundațiile bisericii de la Cornetu (Categorie: locuire civilă) (Tip: Așezare) | sat Cornetu, comuna Cornetu                | La bisericuță                   | sec. XVII-XVIII                             |            |                                               | Încărcați imagine | Raportați eroare |
| 179365.01.01 (Cod LMI: IF-I-m-B-15164.02) | Situl arheologic de la Cățelu-Malul stâng al Dâmboviței / ansamblu anonim (Categorie: locuire civilă) (Tip: Așezare)                        | sat Cățelu, comuna Glina                   | Malul stâng al Dâmboviței       | geto-dacică                                 |            |                                               | Încărcați imagine | Raportați eroare |
| 179365.01.02 (Cod LMI: IF-I-m-B-15164.01) | Situl arheologic de la Cățelu-Malul stâng al Dâmboviței / ansamblu anonim (Categorie: locuire civilă) (Tip: Așezare)                        | sat Cățelu, comuna Glina                   | Malul stâng al Dâmboviței       | sec. II - IV p. Chr.                        |            |                                               | Încărcați imagine | Raportați eroare |
| 104261.01.01                              | Situl arheologic de la Căciulați / ansamblu Trei așezări (Categorie: locuire civilă) (Tip: Așezare)                                         | sat Căciulați, comuna Moara Vlăsiei        |                                 |                                             |            |                                               | Încărcați imagine | Raportați eroare |
| 104261.01.02                              | Situl arheologic de la Căciulați / ansamblu anonim (Categorie: locuire civilă) (Tip: Așezare)                                               | sat Căciulați, comuna Moara Vlăsiei        |                                 | sec. II - III p. Chr.                       |            |                                               | Încărcați imagine | Raportați eroare |
| 104261.01.03                              | Situl arheologic de la Căciulați / ansamblu Două așezări (Categorie: locuire civilă) (Tip: Așezare)                                         | sat Căciulați, comuna Moara Vlăsiei        |                                 | sec. IX - X                                 |            |                                               | Încărcați imagine | Raportați eroare |
| 102222.02.01                              | Situl arheologic de la Cornetu - "Cariera de Pietriș" / ansamblu anonim (Categorie: locuire) (Tip: Așezare)                                 | sat Cornetu, comuna Cornetu                | Cariera de Pietriș              |                                             |            |                                               | Încărcați imagine | Raportați eroare |
| 102491.01.01                              | Situl arheologic de la Creața / ansamblu anonim (Categorie: locuire civilă) (Tip: Așezare)                                                  | sat Creața, comuna Dascălu                 |                                 | Sântana de Mureș - Cerneahov sec. al IV-lea | 1986       | 44°35′26″N 26°17′16″E / 44.59056°N 26.28778°E | Încărcați imagine | Raportați eroare |
| 102491.01.02                              | Situl arheologic de la Creața / ansamblu anonim (Categorie: locuire civilă) (Tip: Așezare)                                                  | sat Creața, comuna Dascălu                 |                                 | Dridu sec. IX - XI                          | 1986       | 44°35′26″N 26°17′16″E / 44.59056°N 26.28778°E | Încărcați imagine | Raportați eroare |
| 102491.02.01                              | Așezarea culturii Dridu din vatra satului Creața / ansamblu anonim (Categorie: locuire civilă) (Tip: Așezare)                               | sat Creața, comuna Dascălu                 |                                 | Dridu sec. IX - X                           |            | 44°35′47″N 26°17′17″E / 44.59639°N 26.28806°E | Încărcați imagine | Raportați eroare |
| 102491.03.01                              | Așezarea geto-dacică de la Creața / ansamblu anonim (Categorie: locuire civilă) (Tip: Așezare)                                              | sat Creața, comuna Dascălu                 |                                 | geto-dacică sec. II - I a.Chr               |            | 44°35′52″N 26°17′14″E / 44.59778°N 26.28722°E | Încărcați imagine | Raportați eroare |
| 102491.04.01                              | Siliștea medievală situată lângă satul Creața / ansamblu anonim (Categorie: locuire civilă) (Tip: așezare)                                  | sat Creața, comuna Dascălu                 |                                 | sec. XVI - XVII                             | 1986       | 44°35′53″N 26°17′07″E / 44.59806°N 26.28528°E | Încărcați imagine | Raportați eroare |
| 102491.05.01                              | Situl arheologic de la Creața / ansamblu anonim (Categorie: locuire civilă) (Tip: așezare)                                                  | sat Creața, comuna Dascălu                 |                                 | Boian                                       | 1986       | 44°36′16″N 26°16′32″E / 44.60444°N 26.27555°E | Încărcați imagine | Raportați eroare |
| 102491.05.02                              | Situl arheologic de la Creața / ansamblu anonim (Categorie: locuire civilă) (Tip: Așezare)                                                  | sat Creața, comuna Dascălu                 |                                 | geto-dacică                                 | 1986       | 44°36′16″N 26°16′32″E / 44.60444°N 26.27555°E | Încărcați imagine | Raportați eroare |
| 102491.05.03                              | Situl arheologic de la Creața / ansamblu anonim (Categorie: locuire civilă) (Tip: Așezare)                                                  | sat Creața, comuna Dascălu                 |                                 | Sântana de Mureș - Cerneahov sec. al IV-lea | 1986       | 44°36′16″N 26°16′32″E / 44.60444°N 26.27555°E | Încărcați imagine | Raportați eroare |
| 102491.05.04                              | Situl arheologic de la Creața / ansamblu anonim (Categorie: locuire civilă) (Tip: Așezare)                                                  | sat Creața, comuna Dascălu                 |                                 | Ciurelu                                     | 1986       | 44°36′16″N 26°16′32″E / 44.60444°N 26.27555°E | Încărcați imagine | Raportați eroare |
| 102491.05.05                              | Situl arheologic de la Creața / ansamblu anonim (Categorie: locuire civilă) (Tip: Așezare)                                                  | sat Creața, comuna Dascălu                 |                                 | Dridu sec. IX - X                           | 1986       | 44°36′16″N 26°16′32″E / 44.60444°N 26.27555°E | Încărcați imagine | Raportați eroare |
| 104261.02.01 (Cod LMI: IF-I-s-B-15158)    | Situl arheologic de la Căciulați-malul stâng Cociovaliștea / ansamblu anonim (Categorie: locuire) (Tip: Așezare)                            | sat Căciulați, comuna Moara Vlăsiei        | Malul stâng Cociovaliștea       |                                             |            |                                               | Încărcați imagine | Raportați eroare |
| 104261.02.02 (Cod LMI: IF-I-m-B-15158.02) | Situl arheologic de la Căciulați-malul stâng Cociovaliștea / ansamblu anonim (Categorie: locuire) (Tip: Așezare)                            | sat Căciulați, comuna Moara Vlăsiei        | Malul stâng Cociovaliștea       | Tei - V                                     |            |                                               | Încărcați imagine | Raportați eroare |
| 104261.02.03 (Cod LMI: IF-I-m-B-15158.03) | Situl arheologic de la Căciulați-malul stâng Cociovaliștea / ansamblu anonim (Categorie: locuire) (Tip: Așezare)                            | sat Căciulați, comuna Moara Vlăsiei        | Malul stâng Cociovaliștea       | sec.X                                       |            |                                               | Încărcați imagine | Raportați eroare |
| 104261.02.04 (Cod LMI: IF-I-s-B-15158)    | Situl arheologic de la Căciulați-malul stâng Cociovaliștea / ansamblu anonim (Categorie: locuire) (Tip: Așezare)                            | sat Căciulați, comuna Moara Vlăsiei        | Malul stâng Cociovaliștea       | sec. IX-X                                   |            |                                               | Încărcați imagine | Raportați eroare |
| 104261.02.05 (Cod LMI: IF-I-m-B-15158.05) | Situl arheologic de la Căciulați-malul stâng Cociovaliștea / ansamblu anonim (Categorie: locuire) (Tip: Așezare)                            | sat Căciulați, comuna Moara Vlăsiei        | Malul stâng Cociovaliștea       | sec. II-III p.Ch                            |            |                                               | Încărcați imagine | Raportați eroare |
| 104261.02.06 (Cod LMI: IF-I-m-B-15158.06) | Situl arheologic de la Căciulați-malul stâng Cociovaliștea / ansamblu anonim (Categorie: locuire) (Tip: Așezare)                            | sat Căciulați, comuna Moara Vlăsiei        | Malul stâng Cociovaliștea       |                                             |            |                                               | Încărcați imagine | Raportați eroare |
| 104261.03.01 (Cod LMI: IF-I-m-B-15159.01) | Situl arheologic de la Căciulați-malul drept Cociovaliștea / ansamblu anonim (Categorie: locuire) (Tip: Așezare)                            | sat Căciulați, comuna Moara Vlăsiei        | malul drept Cociovaliștea       |                                             |            |                                               | Încărcați imagine | Raportați eroare |
| 104261.03.02 (Cod LMI: IF-I-m-B-15159.02) | Situl arheologic de la Căciulați-malul drept Cociovaliștea / ansamblu anonim (Categorie: locuire) (Tip: Așezare)                            | sat Căciulați, comuna Moara Vlăsiei        | malul drept Cociovaliștea       | sex.X                                       |            |                                               | Încărcați imagine | Raportați eroare |
| 104261.03.03 (Cod LMI: IF-I-m-B-15159.03) | Situl arheologic de la Căciulați-malul drept Cociovaliștea / ansamblu anonim (Categorie: locuire) (Tip: Așezare)                            | sat Căciulați, comuna Moara Vlăsiei        | malul drept Cociovaliștea       | sec. III-IV                                 |            |                                               | Încărcați imagine | Raportați eroare |
| 104261.03.04 (Cod LMI: IF-I-m-B-15159.04) | Situl arheologic de la Căciulați-malul drept Cociovaliștea / ansamblu anonim (Categorie: locuire) (Tip: Așezare)                            | sat Căciulați, comuna Moara Vlăsiei        | malul drept Cociovaliștea       |                                             |            |                                               | Încărcați imagine | Raportați eroare |
| 179365.02.01 (Cod LMI: IF-I-m-B-15165.01) | Situl arheologic de la Cățelu-malul drept al Dâmboviței / ansamblu anonim (Categorie: locuire) (Tip: Așezare)                               | sat Cățelu, comuna Glina                   | Malul drept al Dâmboviței       | sec. IX-XI                                  |            |                                               | Încărcați imagine | Raportați eroare |
| 179365.02.02 (Cod LMI: IF-I-m-B-15165.02) | Situl arheologic de la Cățelu-malul drept al Dâmboviței / ansamblu anonim (Categorie: locuire) (Tip: Așezare)                               | sat Cățelu, comuna Glina                   | Malul drept al Dâmboviței       |                                             |            |                                               | Încărcați imagine | Raportați eroare |
| 101911.04.01 (Cod LMI: IF-I-m-B-15172.01) | Situl arheologic de la Țigănești-Malul drept al Ialomiței / ansamblu anonim (Categorie: locuire) (Tip: Așezare)                             | sat Ciolpani, comuna Ciolpani              | Malul drept al Ialomiței        | sec. VI                                     |            |                                               | Încărcați imagine | Raportați eroare |
| 101911.04.02 (Cod LMI: IF-I-m-B-15172.02) | Situl arheologic de la Țigănești-Malul drept al Ialomiței / ansamblu anonim (Categorie: locuire) (Tip: Așezare)                             | sat Ciolpani, comuna Ciolpani              | Malul drept al Ialomiței        | sec.II-IV                                   |            |                                               | Încărcați imagine | Raportați eroare |
| 101911.04.03 (Cod LMI: IF-I-m-B-15172.03) | Situl arheologic de la Țigănești-Malul drept al Ialomiței / ansamblu anonim (Categorie: locuire) (Tip: Așezare)                             | sat Ciolpani, comuna Ciolpani              | Malul drept al Ialomiței        |                                             |            |                                               | Încărcați imagine | Raportați eroare |
| 102222.03.01 (Cod LMI: IF-I-s-B-15181)    | Așezarea geto-dacică de la Cornetu / ansamblu anonim (Categorie: locuire) (Tip: Așezare)                                                    | sat Cornetu, comuna Cornetu                |                                 | getică                                      |            |                                               | Încărcați imagine | Raportați eroare |
| 105437.01.01 (Cod LMI: IF-I-m-B-20254.01) | Situl arheologic de la Crețuleasca / ansamblu anonim (Categorie: locuire) (Tip: Așezare)                                                    | sat Crețuleasca, comuna Ștefăneștii de Jos |                                 | sec.IX-X                                    |            |                                               | Încărcați imagine | Raportați eroare |
| 105437.01.02 (Cod LMI: IF-I-m-B-20254.02) | Situl arheologic de la Crețuleasca / ansamblu anonim (Categorie: locuire) (Tip: Așezare)                                                    | sat Crețuleasca, comuna Ștefăneștii de Jos |                                 | sec. III-IV                                 |            |                                               | Încărcați imagine | Raportați eroare |
| 105437.01.03 (Cod LMI: IF-I-m-B-20254.03) | Situl arheologic de la Crețuleasca / ansamblu anonim (Categorie: locuire) (Tip: Așezare)                                                    | sat Crețuleasca, comuna Ștefăneștii de Jos |                                 | getică                                      |            |                                               | Încărcați imagine | Raportați eroare |
| 105437.01.04 (Cod LMI: IF-I-m-B-20254.04) | Situl arheologic de la Crețuleasca / ansamblu anonim (Categorie: locuire) (Tip: Așezare)                                                    | sat Crețuleasca, comuna Ștefăneștii de Jos |                                 |                                             |            |                                               | Încărcați imagine | Raportați eroare |
| 102222.01.01                              | Sitl arheologic de la Cornetu- Cariera de prundiș / ansamblu anonim (Categorie: locuire civilă) (Tip: Așezare)                              | sat Cornetu, comuna Cornetu                | Cariera de prundiș              | Tei                                         |            |                                               | Încărcați imagine | Raportați eroare |
| 102222.01.02                              | Sitl arheologic de la Cornetu- Cariera de prundiș / ansamblu anonim (Categorie: locuire civilă) (Tip: Așezare)                              | sat Cornetu, comuna Cornetu                | Cariera de prundiș              |                                             |            |                                               | Încărcați imagine | Raportați eroare |
| 102222.01.03                              | Sitl arheologic de la Cornetu- Cariera de prundiș / ansamblu anonim (Categorie: locuire civilă) (Tip: Așezare)                              | sat Cornetu, comuna Cornetu                | Cariera de prundiș              |                                             |            |                                               | Încărcați imagine | Raportați eroare |
| 105188.01                                 | Situl arheologic de la Cioflinceni-La Cimitir / ansamblu anonim (Categorie: locuire) (Tip: așezare)                                         | sat Cioflinceni, comuna Snagov             | La Cimitir                      | sec. VI-VII                                 |            |                                               | Încărcați imagine | Raportați eroare |
| 105188.02.01                              | Situl arheologic de la Cioflinceni-La est de sat / ansamblu anonim (Categorie: locuire) (Tip: așezare)                                      | sat Cioflinceni, comuna Snagov             | La est de sat                   |                                             |            |                                               | Încărcați imagine | Raportați eroare |
| 105188.02.02                              | Situl arheologic de la Cioflinceni-La est de sat / ansamblu anonim (Categorie: locuire) (Tip: așezare)                                      | sat Cioflinceni, comuna Snagov             | La est de sat                   | sec. VI-V                                   |            |                                               | Încărcați imagine | Raportați eroare |